# Zèbre de montagne du Cap
 (mai 2016).
Si vous disposez d'ouvrages ou d'articles de référence ou si vous connaissez des sites web de qualité traitant du thème abordé ici, merci de compléter l'article en donnant les références utiles à sa vérifiabilité et en les liant à la section « Notes et références ».
Equus zebra zebra
Sous-espèce
Statut de conservation UICN

 VU  : Vulnérable
Le zèbre de montagne du Cap (Equus zebra zebra) est une sous-espèce du zèbre de Montagne. Comme son nom l'indique il vit dans le sud-ouest de l'Afrique du Sud, dans la région du Cap. C'est l'un des mammifères les plus menacés de la planète et il a failli disparaître. Sa population actuelle est en augmentation.

## Description
Le zèbre de montagne du Cap est un équidé plutôt trapu, avec une crinière hérissée, mais plus courte que celle du zèbre de montagne de Hartmann. Il est également plus densément zébré, notamment sur le dos et les membres, et son nez est également nuancé de roux. Il est plus petit que le zèbre de montagne de Hartmann, d'ailleurs, c'est le plus petit équidé sauvage. Les rayures sur le front forment des motifs très étroits et concentriques.
Il mesure entre 116 et 128 cm au garrot, et pèse entre 230 et 260 kg.

## Comportement
Le zèbre de montagne du Cap (comme la sous-espèce le zèbre de montagne de Hartmann ) est principalement diurne ou crépusculaire, il est plus actif tôt le matin ainsi qu'en fin d'après-midi jusqu'au coucher du soleil. Il boit généralement deux fois par jour, et prend souvent des bains de poussière.

## Régime alimentaire
Le zèbre de montagne du Cap est un herbivore, dont le régime alimentaire se compose principalement de graminées. Il est très sélectif, n'affectionnant que 7 des 17 espèces d'herbes présentes, montrant une préférence pour les plantes à feuilles vertes, en particulier la Themeda triandra d'Afrique du sud ainsi que Eragrostis survola. La sous-espèce du Cap affectionne les herbes hautes, ce qui signifie qu'il s'alimente à un niveau assez élevé par rapport au sol (entre 40mm et 80 mm), contrairement à certaines espèces comme le Springbok qui privilégie les herbes basses. L'augmentation de la proportion de brouteurs se nourrissant d'herbes basses pourrait avoir des conséquences néfastes pour la population des zèbres de montagne du Cap.

## Structure sociale
Les zèbres de montagne du Cap ne sont pas territoriaux. Les individus se composent de deux types de groupes : un groupe familial où un étalon mature domine une à cinq femelles et leurs petits et un groupe de mâles célibataires. Ces célibataires ont pour fonction de remplacer les vieux étalons qui ne peuvent plus assurer leur rôle. Une fois en place, les groupes de reproduction restent constitués pendant plusieurs années. Par exemple, un étalon du Parc national des Zèbres de montagne est connu pour avoir été à la tête de son troupeau pendant plus d'une décennie, jusqu'à l'âge d'au moins 17 ans. Les poulains quittent le groupe de leur propre gré vers l'âge de 22 mois. Contrairement à la sous-espèce de Hartmann dont les juments forcent les poulains à quitter le groupe, les étalons de la sous-espèce du Cap essaient quant à eux de les empêcher de partir. Ce comportement pourrait être un mécanisme pour éviter la consanguinité.
Les étalons émettent un grognement ou un cri strident d'alarme. Les célibataires font entendre un cri perçant prolongé en signe de soumission.
Si deux troupeaux reproducteurs se rencontrent, les étalons de chaque troupeau se rapprocheront les uns des autres et effectuer un rituel : frottement du corps, toucher de nez et contact nasogénital. Une hiérarchie de dominance existe, mais ne semble pas être en corrélation avec le dominant, choisi au hasard. Il a été observé que la hiérarchie sociale peut changer avec la naissance d'un poulain. Les juments de rang inférieur peuvent menacer celles de rang supérieur et les juments avec des nouveau-nés sont très agressives envers les autres membres du troupeau.

## Reproduction
La reproduction a lieu toute l'année avec des pics de naissance entre décembre et février en saison des pluies, l'été dans l'hémisphère Sud. La gestation dure 1 an. Un seul poulain naît, d'un poids d'environ 25 kg, et sera sevré au bout de 10 mois. Les jeunes mâles atteignent la maturité sexuelle entre 5 et 6 ans quand ils sont capables de devenir des étalons de troupeau, alors que les juments se reproduisent à partir de 3 à 6 ans. Les zèbres de montagne du Cap se reproduisent jusqu'à environ 24 ans.

## Habitat et répartition
Cette espèce vit sur les escarpements accidentés et montagneux, en savanes semi-arides, avec une forte présence de graminées et de nombreux points d'eau.
Bien que peu abondant, le zèbre de montagne du Cap a historiquement vécu tout au long des chaînes de montagnes du sud de la province du Cap en Afrique du Sud. De nos jours, il est présent dans de nombreuses réserves de montagne et des parcs nationaux : on le trouve surtout dans le Parc national des Zèbres de montagne, mais aussi la Réserve naturelle de la montagne Gamka, dans le Parc national du Karoo ainsi que dans nombreuses autres réserves. Comme son nom l'indique, comme tous les zèbres de montagne, le zèbre de montagne du Cap se retrouve sur les pentes et les plateaux des régions montagneuses, et peut être trouvé jusqu'à 2000 m au dessus du niveau de la mer en été.
Il n'existe aucun zèbre de montagne du Cap dans les parcs zoologiques contrairement au zèbre de montagne de Hartmann.

## Conservation et menaces
En raison de la chasse excessive et prolongée ainsi que de la destruction de l'habitat en Afrique du Sud, les populations des zèbres de montagne du Cap ont diminué considérablement au cours des 30 dernières années. Même si une fois classée en voie de disparition, la sous-espèce est actuellement inscrite comme vulnérable par la Liste rouge de l'UICN au titre des critères D1 : sa population est très petite et limitée à moins de 1 000 individus matures. Elle est également cotée à l'Annexe I de la CITES en raison de sa menace d'extinction et d'être aussi affectée par le commerce. La population des zèbres de montagne du Cap est confrontée à une faible diversité génétique indiquant la fragmentation de sa population. Le mélange des populations autochtones est donc utilisé comme une stratégie de gestion pour essayer d'éviter la perte de la diversité.
La dégradation, la perte de l'habitat au profit de l'agriculture, la concurrence avec le bétail, la chasse, la persécution et le croisement potentiel entre les deux sous-espèces qui conduirait à une nouvelle réduction de la diversité génétique déjà faible, sont les principales menaces qui pèsent sur la zèbre de montagne.

## Prévention face à l'extinction
En 1922, seulement 400 zèbres de montagne du Cap ont été recensés.
En 1936, lorsqu'il a été demandé au ministre sud-africain de l'environnement de l'époque, Jan Kemp, de mettre en place une réserve spéciale pour la protection du zèbre de montagne du Cap, ce dernier a répondu « pas question ».
Un an plus tard, en juillet 1937, face à la baisse continue des effectifs, le gouvernement a mis en place la création du Parc national des Zèbres de montagne près de la ville de Cradock en Afrique du Sud, mais la petite population de zèbre de montagne du Cap n'était composée seulement que de cinq étalons et une jument, insuffisante pour élargir la population.
En 1950, seuls deux étalons étaient encore en vie, la population des zèbres de montagne du Cap était vouée à disparaitre. Le programme de réintroduction débuta grâce à un don de M. HL Lombard (fermier Boer du coin) avec l'arrivée de onze zèbres de montagne du Cap, ce qui a permis d'augmenter légèrement la population des zèbres de montagne du Cap.
En 1964, il n'y avait que 25 zèbres de montagne du Cap dans le Parc national des Zèbres de montagne qui à cette époque s'étendait sur 65,36 km2, cette même année un autre petit troupeau est venu compléter cette réintroduction avec un don de 6 zèbres offert au parc par Paul Michau. Dès lors, le nombre de zèbres de montagne du Cap a augmenté régulièrement pour atteindre environ 140 têtes à la fin des années 1960.
En 1975, les zèbres de montagne du Cap ont été réintroduits dans la réserve naturelle de De Hoop (en), une réserve naturelle de la province du Cap occidental qui s'étend sur 34 000 ha.
Depuis 1978, la capture et la réintroduction des zèbres de montagne du Cap font partie d'une gestion courante du parc en vue de nouvelles réintroductions.
En 1979, les effectifs ont remonté à 200 têtes, 75 % des animaux résidaient dans le Parc national des Zèbres de montagne.
En 1984, la population était remontée à 400 têtes. Depuis, quelques zèbres ont été réintroduits à la Pointe du Cap dans le Parc national de la Montagne de la Table.
Actuellement (en 2015) 700 zèbres de montagne du Cap vivent dans le Parc national des Zèbres de montagne, et une moyenne d'environ 20 animaux sont déplacés chaque année. Au fil des années, des fermes des alentours ont été achetées ce qui a permis d'augmenter la taille du parc qui s'étend maintenant sur 284 km2.